# Усман-Хаджи Хантиев

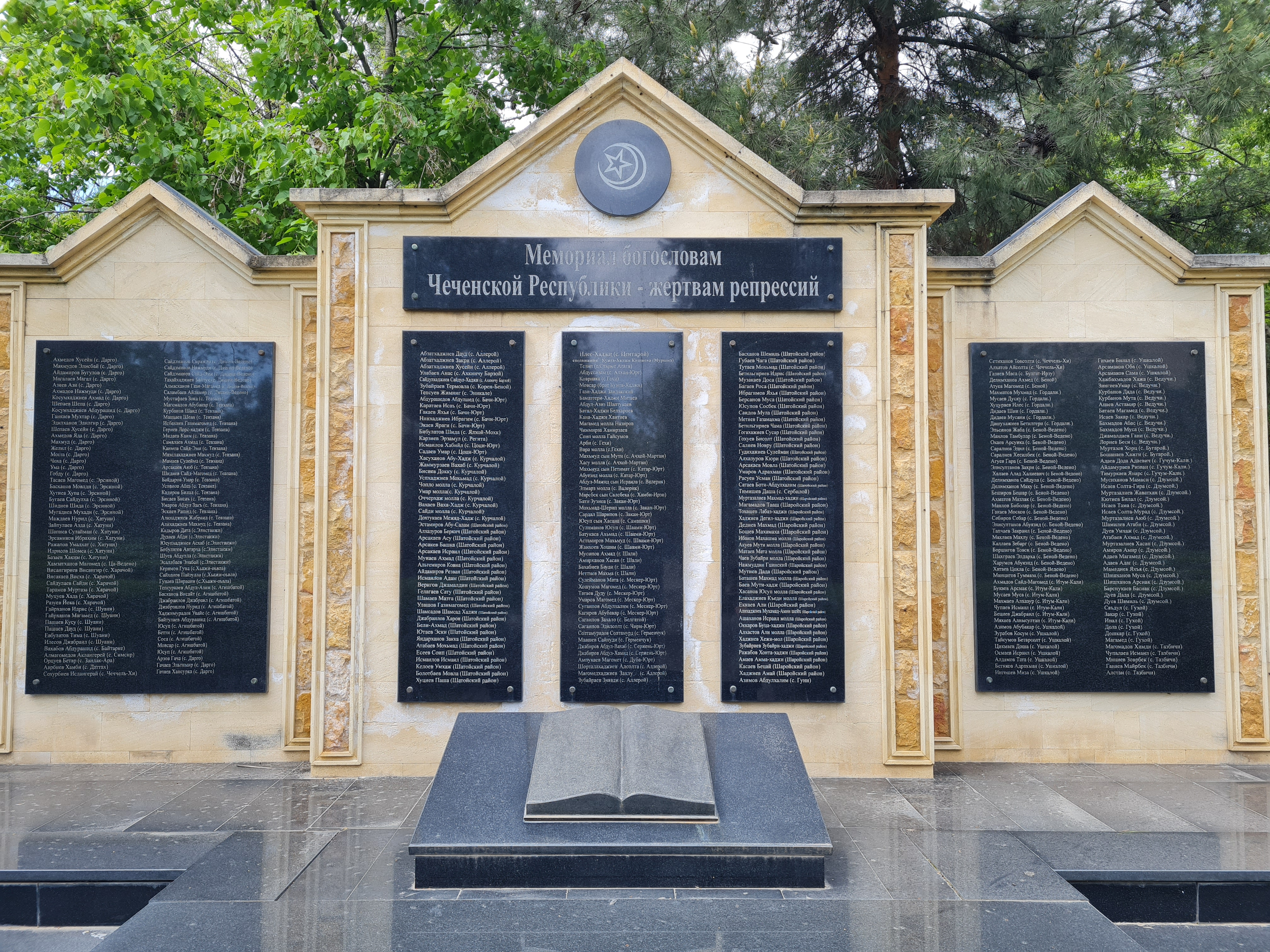
Мемориал богословам Чечни — жертвам репрессий

Усма́н-Хаджи́ Хантиев-Ахметха́нов (чечен. ХӀентин Ӏусман-Хьаьжа) — один из святых авлия и устазов. Его также называют Упа́ Хаджи́ (чечен. Ӏупа Хьаьжа). Старший брат Кана-Шейха.
Усман-Хаджи родился 1836 году в селе Старый-Юрт. Предки Усмана были выходцами из Чечен-Аула.

## Биография

### Детство
Усман-Хаджи (Упа) был выходцем из чеченского тайпа аллерой. Упа был самым хилым и малорослым среди детей Ахметханова Хенти. Левая рука у него с рождения была увечной. Однако Бог наделил его редким умом и феноменальной памятью. Каждому человеку Всевышний с рождения предначертал свой путь, который ему предстоит пройти при жизни. Физически ущемленный Упа был наделён мудростью блаженного праведника. Поэтому отец его, обнаружив в нём незаурядные способности, дарованные Всевышним,  отдал его в начальную арабскую школу.

### Учеба
В начальной арабской школе Мелчхи, арабской грамоте и догматам мусульманской религии его обучал Чопан-мулла. В Мелчхи вместе с Упой учился его приятель из Шеды-Юрта Элах Дебиров из тайпа энгеной. Хотя Упа был старше Элаха (Алихана), они вместе начали и завершили учёбу, а также вместе приняли устаза. Это были люди одинакового мышления, схожие по характеру и внешности. Оба были маленького роста, но отличались безмерным умом, сметливостью и скромностью.
Определить время окончания Упой учёбы в Мелчхи помогла рукопись Эльдарова Эламирзы из Урус-Мартана. Текст этого «тептара» сообщает нам следующее: «Я, миска  хаджи Упа, закончил учёбу и чтение «Шархуль-мин-хадж», называемую «Джалалуль-Махали»  у покойного Чопана  в 1279 году (1279 год Хиджры – нач. 29.06.1862 г. – кон. 17.06.1863 г.), затем вернулся в свой дом, в своё селение в 1280 году (1280 год – нач.18.06.1863 г. – кон. 5.06.1864г.). Из рукописей в его (авт. – Упы) доме переписал в 1315 году хиджры его ученик Эламирза».
Согласно цитированному источнику, Упа завершил курс учёбы у Чопа-муллы в 27 лет. По некоторым преданиям Упа, Элах, Докка Шаптукаев из Старого-Юрта, Сугаип-мулла Гайсумов из Шали, Бисултан-мулла Тагиров из Урус-Мартана и Идрис-Хаджи из Мескер-Юрта вместе обучались ещё в медресе сёл Энгель-Юрта и Мелчхи.

### Поиск наставника-устаза
После завершения курса обучения арабскому языку, мусульманскому праву – фикху и толкованию Корана, по существующим в те времена правилам, муталимы выходили искать себе суфийского наставника – устаза. Поиски привели Упа-муллу и Элах-муллу в Сержень-Юрт, к зиярту Умалт-Шейха. Прибыв на место захоронения этого суфия, от посетителей они узнали, что в Ташкечу живёт ученик Умалат-Шейха по имени Абу, которого он нарёк именем Башир (новость). Их привлекало учение этих шейхов и молодые муллы из Притеречья решили выбрать Абу-Шейха своим устазом (религиозным наставником). Прибыв в Аксай и поближе познакомившись с учением Абу-Шейха, Упа и Элах почувствовали, что оно близко им по духу. Спустя некоторое время оба они заключили с шейхом акт духовного покаяния («тоба», «ахд»).
Предания свидетельствуют, что Упа и Элах придерживались строгих  предписаний на пути становления суфиями. Ныне покойный долгожитель из села Надтеречное Дакалов Абу Ансарович (1900 – 24.08.2001 гг.) рассказывал, что, когда Упа и Элах намеревались навестить своего устаза Абу-Шейха, они выходили из дома только искупавшись. А когда доезжали до Ташкечу, даже в зимнюю стужу, сделав прорубь на льду, омывали свои тела на реке Ясси до того, как зайти в дом Абу.

### На пути к суфизму
Упа намеревался углубить свои познания в области эзотерических наук путём изучения новых богословских книг («жайнеш»), он всегда испрашивал на это разрешение своего устаза Абу-Шейха. Часто современники открыто выражали ему своё мнение, что он стал превосходить знаниями многих авторитетных шейхов. В подобных случаях от такой похвалы он съеживался в комок и уподоблялся маленькому воробью . Таким образцовым исполнением всех предписаний на пути достижения сана шейха отличались среди своих сверстников Упа и Элах. За это Абу-Шейх проникся к ним уважением и доверием. Малыми «порциями» он стал посвящать их в суфийские тайные науки, которые научным языком называются оккультизмом или мистикой. Чеченская традиция называет это обучением «Таинственных книг» («Кхераме жайнеш»), потому что тот, кому не под силу их освоение – сходил с ума и в скором времени умирал. Чтобы этого не произошло, нужно было под руководством наставника строго соблюдать ограниченный объем постижения скрытого.
Для достижения чудодейства, начинающему суфию нужно было сначала преодолеть множество испытательных ступеней. В «Суфийских орденах в Исламе» описываются эти стадии, стоящие на пути к духовному росту подвижника. Среди них «нафс» - путь познания муджахида, духовный джихад, ведущий к очищению и совершенству души, «путь через различные стадии (макамат), ведущий к Богу. Созерцательная жизнь (мушахада), в которой аскетизм составляет важный подготовительный этап, основана на поминании Бога («зикр») и проходит под руководством наставника» . Общей сложностью, посвящаемый в шейхи суфий должен преодолеть четыре стадии. Это шариат (правила), тарикат (путь), маарифат (знание) и хакикат (истина). «В большинстве суфийских систем начинающий проходит период послушничества в 1001 день. За это время оценивается и увеличивается способность кандидата воспринимать указания. Если он не сумеет дождаться окончания этого срока… ему придётся покинуть школу (медресе)» . Во время преодоления ступени – тарикат, «суфии в результате продолжительного обучения и тренировок (сулук) могут быть доведены своим муршидом до особого психоэкстатического состояния (хьал)».
Большое значение, на пути становления шейха суфии, также придавали диете. «Пост воспринимался ими как непременное условие их мистической практики: мало есть, мало спать, мало говорить – принципы повседневной жизни», - констатирует правила суфизма доктор философских наук М. Т. Степанянц. Далее учёный пишет: «Первые суфии вообще проповедовали культ голода, утверждая, что продолжительное воздержание от пищи «превращает тьму сердца в свет», открывает доступ духовной пище, нисходящей от Бога».
Согласно одному преданию, Абу Аксайский приказал Упа-мулле умерить питание. Исполняя поручение своего устаза, нижненаурский послушник практически перестал кушать. В один день Упа-мулла, заняв место имама впереди, совершал молитву вместе с Элах-муллой и Доккой. Когда они поклонились в суджуд , Упа от бессилия не смог приподняться. Тогда Элах и Докка пожаловались Абу о том, что Упа истощился от чрезмерного недоедания. Выслушав их нарекания, шейх вышел на улицу, вырубил топором ветку тополя и приказал передать его Упе, чтобы он питался, взвешивая еду с ней. Присланная Абу ветка тополя с каждым днём становилась легче, в зависимости от того, насколько она высушится. В результате этого еды тоже становилось меньше. Такую диету соблюдал Упа-мулла во время прохождения стадий достижения истины.
В ходе этих испытаний под руководством Абу, Упа вырыл у себя дома яму и постился в ней сорок дней и ночей. Этот суфийский обряд называется халватом. Сидящий в ней не может выйти на свет, купаться, думать о мирском, общаться с близкими. До конца испытания в халвате суфий не убирает и не отгоняет от себя никаких паразитов. Даже, если в яму к нему заползёт змея, он должен просидеть до конца срока в её обществе. Как правило, уединившийся в халвате питается крайне умеренно. Разговляется строго едой, приготовленной женщиной, совершившей предмолитвенное омовение. Это затворничество напоминает жизнь в могиле и имеет целью достижение суфием мистических состояний и видений. Проходящий испытание в халвате должен всё время молиться, поминать Аллаха, обращаться к Всевышнему с мольбой о прощении грехов, читать заученные наизусть аяты Корана, так как в кромешной темноте подземелья нет другой возможности прочесть это Священное Писание. «О прогрессе мурида при прохождении … стадий (авт. – становления шейхом) муршид судит, толкуя сны и видения, которые посещают мурида во время отправления им упражнений персонального зикра в аскетическом уединении (халва)».
Согласно преданию, когда завершилось сорокадневное уединение Упа-муллы, он так сильно истощился от поста и других самоистязаний, что пришлось помогать ему выбираться из ямы. После халвата Абу провозгласил Упу самостоятельным шейхом, с разрешением создать собственную школу подготовки суфийских подвижников. Кроме него, Абу возвёл в сан шейха Элах-муллу из Шеды-Юрта.

### Восхваление в назме
Назма (чеч. «назам»)  про Упа-муллу, сочинённый его последователями, описывает легендарную историю о том, как в халвате к суфию из Нижнего-Наура явился шайтан в образе старика и как Упа расправился с ним, не поддавшись его искушению. Согласно этому произведению, когда Упа схватил демона и силой ударил оземь – в земле появилась трещина. Помочь своему шайтану не в силах оказался даже Иблис – главный демон, который, согласно содержанию назма, плакал от бессилия. Зато Абу ликовал и восторженно отзывался о своём ученике, обуздавшем дьявола. Эту сцену, как утверждается в указанном произведении, ясно видели не только Абу и другие кавказские авлия, но и арабские шейхи в Мекке. Такое явление типично в суфийской практике, согласно которой шейхи, достигшие определенного уровня святости, могли обладать телепатическими способностями. Современная наука относит это явление к парапсихологии, о которой в «Большом энциклопедическом словаре» сказано, что это «область исследований так называемых паранормальных психофизических явлений: экстрасенсорного восприятия, происходящего без участия органов чувств (телепатия, ясновидение, лозоискательство, парадиагностика и т. п.), воздействия человека на внешние физические процессы без посредства мышечных усилий (телекинез, парамедицина и т. д.). Возникла в конце XIX века. Явления, изучаемые парапсихологией, не получили удовлетворительного научного объяснения и вызывают острые дискуссии».

### Хадж в сане шейха
После посвящения в сан шейхи, по совету своего наставника Упа-мулла отправился в Хадж. Рукопись Эламирзы Эльдарова из Урус-Мартана сообщает нам, что «Упа вышел для совершения Хаджа в первый день месяца Рамадан, в понедельник, 1291 года  и вернулся домой десятого дня месяца Раббиуль-авваль 1292 года "О Аллах, прими от нас!». Эта запись была сделана 5 Раббиуль-авваля 1295 года самим Упа-муллой на полях для комментариев одной из своих богословских книг. Оттуда была переписана Эламирзой в последние дни Зуль-хиджа 1315 года.
Ослабевший после халвата, Упа-мулла заболел на пути к святым местам. Он отпустил своих спутников, чтобы они смогли поспеть в Мекку до начала времени Хаджа. Спустя три недели его еле живым нашёл Джонса Мисербиев, представитель тайпа арганой (аргIаной) из Мундар-Юрта, также направлявшийся в паломничество. Узнав Упа-муллу, он взялся лечить его. Когда шейх стал упрашивать мундар-юртовца, чтобы он не задерживался из-за него, Джонса сказал: «Какой у меня Хадж, если я брошу тебя тут?». Мисербиев, имевший высокий рост и мускулистое телосложение, носил больного на руках, ухаживая за ним, как за ребёнком. Он стал ему верным помощником на пути к заветной цели. Согласно преданию, Упа и Джонса дошли до Мекки на три недели раньше, чем те спутники, которых ранее отпустил нижненаурский шейх.
Согласно другим источникам, Упа-мулла значительно отстал от своих спутников. Шейх Джамалуллайл, относившийся к потомкам Пророка (с.а.с.), встречал прибывающих из далёких краёв паломников на окраине Мекки. У мекканских суфиев было видение, что во время Хаджа должен проявить своё чудодейство некий шейх из Дагестана. Когда подошла группа из Чечни, он спросил у них, есть ли с ними ещё кто-нибудь? Те ответили, что должен подъехать один паломник, отставший от них на своём слабом коне. Джамалуллайл подождал, пока тот не подоспел. Это был Упа-мулла. Араб поприветствовал его, крепко обнял и пригласил в свой дом. Они быстро подружились и весь период Хаджа Упа жил в его доме. Тогда не было гостиниц, а странноприимные дома были не в состоянии приютить всех паломников. Поэтому пилигримам приходилось договариваться с местными арабами о предоставлении им платного места для ночлега. Упа, благодаря знакомству и дружбе с Джамалуллайлом, нашёл в его доме безвозмездный приют.
Когда Упа совершал ритуальные круги вокруг Каабы, он взял к себе на плечи мальчика Сайд-Альви, внука Джамалуллайла и ходил с ним. Во время совершения в Мекке пятничного коллективного намаза-рузба, арабский шейх возглавил молящихся. Когда он словами «Аллаху Акбар!» начал намаз, Упа-мулла попросил его начать молитву заново. Тот откликнулся на его просьбу. Но и на второй раз Упа-мулла проявил недовольство. Тогда присутствующие потребовали у него объяснений. Упа отговаривался, но люди не унимались. Тогда он сказал:
- Когда мы в первый раз начали намаз, у предстоящего имама по-явилась мысль, насколько бы он разбогател, если бы завладел имуществом каждого паломника. Наша молитва после таких мыслей не была бы принята Всевышним, и я попросил начать молитву заново. Но на второй раз шайтан опять одолел имама мыслью, насколько бы он разбогател, если бы каждый паломник и житель Мекки принесли ему по мешку золота. И я вновь решил поправить молитву.
Убедившись, что Упа-мулла прочитал его мысли, арабский шейх прослезился и сказал:
- Ты и есть тот шейх, которого мы ждали. Твоё место не позади меня. Встань вперёд и возглавь нашу молитву.
Упа-мулла покраснел от смущения и отказался выйти вперёд. Но Джамалуллайл настоял на своём и Упе пришлось встать на место имама молитвы. Согласно преданию, во время совершения пятничного богослужения под его руководством, Всевышний показал знамение в образе каравана белых верблюдов на небесах. После совершения пятничной молитвы Джамалуллайл нарёк Упа-муллу новым именем – Усман-Хаджи и, обращаясь ко всем присутствующим, сказал, что Аллах предоставил ему благодать – где бы он ни находился, в мгновение ока прибыть в Мекку и возглавить пятничный намаз. Поэтому в Нижнем-Науре время совершения пятничной молитвы было отодвинуто на полчаса, чтобы Упа успел совершить молитву в Мекке, а вернувшись домой – со своими односельчанами.

## Усман-Хаджи

### После хаджа
После этого события престиж шейха из Лаха-Невре, наречённого новым именем Усман-Хаджи, значительно возрос, как среди паломников, так и местных жителей. Под этим именем Упа-мулла вошёл в историю.
Усман-Хаджи вернулся из паломничества спустя пять месяцев и три недели. Навстречу ему во Владикавказ выехал его брат Бокаш. На подводе, запряжённой двумя волами («ши сту», в простонародье – «шуста»), он сделал брезентовый верх к повозке, для защиты от дождя и солнца. В этой кибитке и приехал шейх вместе со своим другом Джонса-Хаджи.
Желая породниться с семьёй своего друга, Усман-Хаджи сосватал брату Вазархану сестру Джонса-Хаджи – Элу Мисербиеву. Вскоре состоялась свадьба . Когда от этого брака родился младенец, Усман-Хаджи положил его себе на колени и по сунне Пророка (с.а.с.) прошептал ему в правое ухо слова азана а в левое – икама («икъамат»). После этого, раскрыв Коран, первым увидел слово «саид» и нарёк этим именем новорожденного. Потом, прожевав у себя во рту финик, обмазал его соком нёбо Саида, сказав, что это – райский плод. После завершения такого ритуала в честь рождения ребёнка, Усман-Хаджи воздел руки и сделал дуа («доIа», мольба) прося Аллаха вырастить здоровым и крепким будущего учёного – Саида. Как он и предсказал, Саид Вазарханов впоследствии действительно стал известным учёным-улемом. По велению Усмана-Хаджи, согласно Сунне, за новорожденного Саида было пожертвовано (хакика) два годовалых барана.

### Жены и дети Усман-Хаджи
Первой женой Усмана-Хаджи была Зулай (Дулай) из Бердыкеля. Однажды шейх отпустил её домой. Брат попросил Зулай сшить башлык. Поэтому она не успела вернуться домой в назначенное мужем время. В Нижний-Наур (ныне Надтеречное) её сопровождал брат. На следующий день, собираясь в обратную дорогу, он, заметив недовольство своего зятя Усмана-Хаджи, спросил, как поступить ему со своей сестрой, оставить её в его доме или нет? Усман-Хаджи попросил его забрать Зулай с собой. После развода с ней суфий женился на Доде Куркаевой из Нижнего-Наура (ум.в 1337 г. х.). Не разводясь с Додой, Усман-Хаджи женился ещё дважды: на Хазбат из Зебир-Юрта (прожила с ним недолго), а также дочери Зубайра-Хаджи из Девкар-Эвла – Жаде (ум.в 1320 г. х.). Последняя приходилась сестрой Хулимат – жены шейха Арипа Баширова из Аксая.
У Усмана-Хаджи, по свидетельству его внучки Марем Ахмадовны Базаковой-Зубайраевой (1911 г. р.) было семь дочерей: Сайхат (Сайхьат), Непист (ум. в 1943 г.), Бати (ум. 1340 г. х.), Ада (Iада, ум. 1918 г.), Селехат (Селехьат),  Заидат и Совдат (ум. 1325 г. х.). Старшая дочь шейха Сайхат вышла замуж за Халада из Али-Юрта, Непист – за Музаева Жанарали (ЖанарIелу из Мекен-Юрта, тайп буной, предок Магомадовых и Джанаралиевых), Ада – за Базакова Ахмада (Джанкин Ахьмад – отец М. А. Зубайраевой, тайп алларой). Остальные дочери не были замужем. Бати увлекалась чтением Корана и религиозных книг – «жайнеш», Заидат скончалась раньше отца, а Совдат скончалась 11 лет спустя после смерти Усмана-Хаджи .

## Кончина и завещание устаза Усман-Хаджи
Когда Абу-Шейх заболел, Усман-Хаджи поехал навестить его. В это время аксайский шейх завещал ему:
- Я не смог выполнить поручение своего устаза, но ты постарайся исполнить моё. После моей смерти похорони меня в могиле, вырытой во дворе нашего дома. Если ты уложишь меня, повернув лицом к Тереку – неверные не смогут перейти эту реку. Если повернёшь меня на юг («къилбехьа») – в Дагестане будет голод. А если положишь на спину («аркъал») – неверные принесут на нашу землю горе и страдания, но люди не будут знать голода. Перенести голод будет труднее, чем страдания от неверных, которые пройдут. Поэтому положи меня на спину. И ещё, пусть в моей же могиле откопают нишу («лахьта») для захоронения моего мурида Хож-Ахмада. Он недолго проживет после меня и, где бы его ни похоронили, сквозь землю перейдет в мою могилу.
Абу-Шейх скончался в месяц Рамадан 1292 года от Хиджры Пророка (с.а.с.). В это время Усман-Хаджи вместе со своим туркхом Абдулкадыром Хакиевым совершал утреннюю молитву в мечети родного села. Завершив намаз, шейх поторопил Абдулкадыра и они на повозке-двойке выехали в сторону Аксая. Таким взволнованным и торопливым Усман-Хаджи не был никогда и удивил своим поведением Абдулкадыра Хакиева. Последний из-за уважения к нему не решился спросить у шейха, куда они едут и в чём причина его беспокойства. Усман-Хаджи тоже ничего не объяснял, а лишь просил подгонять лошадей. К полудню они доехали до Аксая. Улица, на которой жил Абу-Шейх, была заполнена народом, прибывшим со всех концов Дагестана, Чечни и Ингушетии на похороны («тезет») почтенного праведника. Только прибыв туда, Абдулкадыр узнал причину спешки: Усман-Хаджи хотел поспеть до похорон своего устаза и исполнить его завещание. Он приказал вырыть могилу Абу-Шейху у него во дворе. Но аксайцы проявили недовольство. Однако, сославшись на завещание своего наставника, Усману-Хаджи удалось их переубедить, а также добиться у пристава («пурстоп») разрешения вырыть могилу во дворе шейха.
Чтобы уложить Абу в своей усыпальнице, в могилу спустились Усман-Хаджи и ещё два человека. Узнав, что нижненаурский шейх собирается положить покойного на спину, те два помощника выступили против этого решения. Усман-Хаджи попытался объяснить, что похоронить его таким образом завещал сам Абу-Шейх. Но никакие доводы не могли их переубедить. Тогда Усман-Хаджи достал из-за пазухи пистолет и угрожающе обратился к ним:
- Кто посмеет помешать мне исполнить завещание моего устаза? Я применю этот револьвер, если вы не вылезете из могилы.
Удалив таким образом противившихся, Усман-Хаджи в точности исполнил завещание Абу Аксайского. Абдулкадыр Хакиев рассказывал позже, что всегда находившийся рядом с Усманом-Хаджи, в этот день он в первый и последний раз видел у него оружие.
Когда муриды стали засыпать могилу Абу-Шейха землей, Усман-Хаджи попросил их сделать передышку. По преданию, сделать подобную паузу завещал и Пророк (с.а.с.), когда будут хоронить его.
Спустя некоторое время после ухода из жизни Абу, его сын Апти приехал к Усману-Хаджи в Нижний-Наур (ныне Надтеречное) , чтобы по суфийской традиции подарить ему балахон («оба»), который при жизни носил его отец. Упа сказал, что он недостоин носить его. Апти в недоумении спросил:
- Кто же достоин его носить, если не ты?
- В своём селе Ташкечу встретишь одного мастера-кумыка, которого зовут Абдул-Вахаб. Узнаешь его по бородавке на руке. Сделай ему этот подарок, даже если он будет говорить, что недостоин его носить, - ответил Усман-Хаджи.
Апти последовал совету Упа-муллы и передал балахон Абдул-Вахабу-Хаджи Дыдымову из Аксая, которого посвятил в шейхи.

## Усман-Хаджи как знаток исламского права
Со сложными религиозными вопросами в Притеречье все обращались к Усману-Хаджи. Даже известные шейхи советовались с ним при вынесении решений согласно мусульманскому праву. К примеру, шейх Хасемик (Хьесамак-молла) из Чулга-Юрта обратился к Усману-Хаджи с письмом, в котором просил разъяснить о разделе имущества по завещанию. В это время он был муллой в своём селе и известным тарикатским шейхом, прошедшим суфийскую подготовку у ученика Гази-Хаджи Зандакского – Умалата (Маты) из Аллероя. Хасемик Хабаев тоже был родом из Зандака. Духовное прозрение получил в 40 лет. Скончался в 1303 году хиджры .
В архиве покойного Харон-муллы (Мурти) Мухтаровича Пуцигова из Нижнего-Наура, сын которого Джабраил (Алхазур) Пуцигов любезно предоставил рукописи отца, сохранилась копия письма-ответа Усмана-Хаджи Хасемику-мулле на арабском языке, следующего содержания: «Кадию Хасемику из Чулга-Юрта. Если третью часть своего имущества завещать кому-то, не упомянув имени, к примеру, кормилец делает такое завещание: «Я завещал третью часть своего имущества», - такое завещание дозволяется и раздаётся слабым и нуждающимся. Потому что такое завещание предназначено для того, чтобы имелись в виду именно они. Раздача этой доли производится в месте, которое должно быть указано в завещании, согласно книге («жайне») Ибн-Хаджара «Аваилулвасийати». Исполняющий это завещание, будь то опекун («верас»), кадий или его наиб – не имеет права решать что-либо от себя. Нужно распределить так, как указал завещавший. Ва салам! Прошу тебя сделать весет-дуа. Это написал Упа-Хаджи, отвечая на вопрос своего брата Хасемика».
Из этого письма мы видим, что Усман-Хаджи был большим знатоком мусульманского права, если даже такие учёные мужи как Хасемик-мулла, просили у него совета. Существует ещё одна бумага с ответами подобного характера, данными Усманом-Хаджи 15 Рабиуль-Ахира 1314 года Хиджры (11 (23) сентября 1896 года).

## Быт Усман-Хаджи
Царская администрация считала опасной для себя учение таких авторитетных шейхов, как Усмана-Хаджи. Ее агентура тоже не переставала «стучать» на праведников. По негласному указанию администрации Надтеречного участка Грозненского округа к Усману-Хаджи для допроса пришёл старшина Нижнего-Наура. Он спросил у шейха:
- Говорят, что ты не наживаешь богатства потому, что готовишься стать имамом и воевать против неверных?
Усман-Хаджи ответил старшине, что аскетический образ жизни суфия вызвал у него отвращение к богатству и не потому, что он собирается стать имамом, а потому что богатство лишает человека нравственности.
Усман-Хаджи жил в низкой сакле, состоявшей из двух комнат: по правую и левую стороны небольших сеней. Вместе с шейхом в одной комнате жили его жена Дода и маленькая дочь Совдат, которую он прозвал ласкательным именем «Сюйлиг», что означало «Рыбка». В другой комнате ложились спать вторая жена Жада с остальными дочерьми. Усман-Хаджи предпочитал скромность. Спал на деревянном топчане (кровати), подстилал истёршуюся двойную пёструю кошму («истанг»), а под голову клал подушку, набитую отходами шерсти («кенан гIайба»). Когда Жада возвращалась из отцовского дома («децIера йогIуш»), она в подарок мужу принесла роскошный ковёр, но шейх запретил ей расстилать его. Лишь когда к нему на молитву заходили гости, он разрешал стелить ковёр.
Рядом с жилым домом, через деревянную ограду стоял двухкомнатный дом для гостей с печкой, в котором он любил уединяться для богослужений, лечил душевнобольных, принимал учеников и делал наставления в религиозных вопросах. Его хозяйство состояло из двух лошадей, запрягаемых в повозку, 5-6 коров и быков, 2-3 буйволов, а также домашней птицы, преимущественно кур, так как он запрещал держать и употреблять в пищу гусей и уток. Говорил, что туда, где шумят гуси, не идут ангелы. Неприятие этих видов птиц дошло у него до такой степени, что однажды Усман-Хаджи заставил своего брата выбросить зарезанную им утку. Даже курицу он ел только после того, как неделю держал её под корзиной и кормил чистым зерном.
После подозрений властей по поводу добровольной бедности Усмана-Хаджи, состоятельные знакомые шейха из плоскостных аулов Чечни построили для него амбар. При помощи своих друзей и муридов Усман-Хаджи вырастил у себя на усадьбе прекрасный сад, в котором зрели ароматные и сочные яблоки разных сортов.
Несмотря на принятые меры, спустя некоторое время агентура вновь донесла начальству Грозненского округа, что Усман-Хаджи продолжает свои публичные проповеди. Генерал  призвал шейха на допрос к себе, в Грозный. Шейх в качестве переводчика взял с собой Автархана Гереханова (1845 г.р.), деда Абдурахмана Авторханова, который знал русский язык, обучался в русской школе. В то время генералом был также чеченец Арцу Чермоев, с которым Усман-Хаджи был в приятельских отношениях. Он попросил Автархана сначала заехать к Арцу. Там шейх объяснил генералу-чеченцу, что он не собирается стать имамом. Упа попросил Чермоева заступиться за него перед начальником Грозненского округа. Арцу отправился в окружное правление и увидел у начальника округа двух нижненаурцев, которых пригласили на очную ставку с Усманом-Хаджи. Генерал попросил привести самого шейха. А. Чермоев привёл к начальнику Грозненского округа Упа-муллу и убедил первого в том, что доносчики клевещут на Усмана-Хаджи, которого он хорошо знает. Арцу заявил, что все долгие годы их знакомства Упа Хантиев всегда был бедным и добропорядочным человеком, который никому не мешал и проводил большую часть времени у себя дома в богослужениях. Просто нашлись завистливые люди в его селе, которым не по душе, что Усман-Хаджи пользуется уважением в народе за свою честную и беспорочную жизнь. После такой характеристики со стороны Арцу Чермоева начальник Грозненского округа дал ему слово, что больше не поверит клеветникам и не будет беспокоить бедного факира («пекъар»). А сам Арцу Чермоев сказал шейху, что он сотрёт двух «стукачей» в порошок. Усман-Хаджи уговорил генерала не делать этого, а, наоборот, в следующий их приезд оказать им гостеприимство. Тогда Арцу обратился к нему:
- Говорят, что ты часто гостишь у Касума Баширова и Айды Арсамирзоева . Приезжай почаще и ко мне.
Упа-Хаджи, шутя, ответил:
- Когда у меня есть дело – еду к ним, а когда нужна твоя помощь – прихожу к тебе.
Чермоев после этого попросил шейха:
- Между тобой и генералом встану я. Ты тоже встань между мной и Богом.
Таким образом, Усману-Хаджи удалось спастись от неминуемых репрессий. Власти действительно больше не стали его беспокоить. По возвращении домой Вазархан справился у брата, чего от него хотел генерал. Усман-Хаджи ответил, что начальник округа не имеет никаких претензий, просто доносчики постоянно преподносят ему сведения, выставляющие шейха в дурном свете. Усман-Хаджи признался также, что ему стало стыдно как никогда, когда увидел в кабинете начальника своих односельчан и однотайповцев Товсолту и Жаапара, приехавших доносить на него. Кана, имевший вспыльчивый характер, вскочил с места, схватился за кинжал и хотел идти мстить клеветникам, но Усман-Хаджи остановил его и приказал своим братьям не мстить, а наоборот – уступать им дорогу.

## Медресе, учеба и ученики шейха
В родовом селе Нижний Наур (ныне Надтеречное) открыл медресе, где обучались 63 муталима, пятеро из которых впоследствии получили ранг шейхов. У него, как и у других чеченских шейхов того периода, обучались и дети других народов: ингушей, осетин, кумыков и кабардинцев. У-Х. Хантиев тарикату обучался у известного чеченского богослова Абу-шейха (Бешир-шейха) из Ташкичу ныне с. Аксай в Хасавюртовском районе Дагестана.
Усман-Хаджи ещё в 70-е годы XIX века открыл у себя в селе арабскую школу – «хьуьжар». Она располагалась в участковой мечети на том месте, где в настоящее время располагается двор жителей с. Надтеречное Мадаевых из тайпа вашиндарой, тукхума (племени) шотой. Курс обучения в школе Усмана-Хаджи в разное время проходили 67 муталимов. Семеро из них были ингушами.
Уроженцами Нижнего-Наура были следующие муталимы: Хусейн Успахаджиев (Хьуьса-молла; 1858 – 1927/28 гг., тайп дишний), Ахмад Базаков (Джанкин Ахьмад; 1864 – 19.08.1939 гг., тайп Iаларой), Усман Лосаев (Осма; 1872 г.р., тайп гордалой), Барзанука Хачукаев (1856 г.р., плотник), Товмарза Абдурзаков (1858 г.р.), Арби Саралиев (1861 г.р.), Товсолта Альчукаев (1856 г.р., тайп сесаной), Аслахан Арсанукаев (1862 г.р., тайп курчалой), Доша Мудаев (1870/75 – 1944, тайп гIордалой), Хамби Дакаев (Хаьмби, 1873 г. р., ум.в 1341 г. от хиджры, тайп вашиндарой, тукхум шотой), Ахматха Джовтханов (тайп Iаларой, ум.в 1944 г. в Карагандинской области Казахстана), Татарбек Арсебиев (Аьрсбин Тата, 1871-1959 гг., тайп Iаларой), Иду Исламов (1875 – 17.11.1962 гг., тайп Iаларой), Асхаб Чалаев (1878 – 1972 гг., тайп гIордалой), Юсуп Байсултанов (1880 – весна 1960 гг., тайп гIордалой), Говза и т. д. Кроме них в школе Усмана-Хаджи учились Хаки (Iабдул-Хьаькам, Хьаька) Джанхоев (1870-1941 гг.), Долта Назиров (1870-1937 гг.), Эламирза Эльдаров (1874 – 04.05.1943 гг.), Жюнид (Жуьнид) Ибрагимов из Гойты (тайп курчалой, сын шейха Ибрагима-Хаджи Мустапаева (1846-1919 гг.), Хамзат Маматов из Цоци-Юрта (Момта-моллин Хьамст-молла, ум. 1929 г., тайп Iаларой), Исак Осмиевич Чапанов из Верхних-Ачалуков (ингуш, 1854-1944 гг.), Исмаил Экиевич Озиев и его брат Ильяс (Илез-къаьда, ингуш, 1871 – 30.10.1942 гг.) из Гамурзиево, Идрис Торшхоев , Дидигов из Базоркино, Хаджи-Али (Хьаьжа-Iела) Атаев и Ахма Тучаев (Туьчин Ахьма) из Гехи, Джамола Берсанов из Кулары (1882 – 23.02.1968 гг., тайп терлой), Исхак Дазаров из Мескер-Юрта (род. 1865 г., младший брат Идриса-Хаджи Дазарова, тайп ширдий), Жанарали Музаев из Мекен-Юрта (ум.в 1918 г., тайп буной), Ахмад Юсупов из Кень-Юрта (Юьспан Ахьмад, 1870-1954 гг., орстхой), Тимарсолта Исаев (Исаков, 1868-1893) и Абдулвахаб Куркаев (1858-1903) из Чанти-Юрта, Шахаб Абдурахманов из Верхнего-Наура (тайп Iаларой, ум. 1912 г.), Хабир Юсупов из Мундар-Юрта (Юьспан Хьабар, тайп аргIаной), Умар из Али-Юрта, Эльбуздук Темуркаев из Ногай-Мирза-Юрта (Оьлбаздукъ, тайп боргIаной, 1856-1924 гг.), Муца из Ногай-Мирза-Юрта, Султан-Мирза (Солтамирза, 1878-1894), Абрек (Обарг) – племянник Элах-муллы, Усам (Iусам) – сын Докку-Шейха и другие.
Занятия в школе Усмана-Хаджи проводились в две смены. Одна смена обучалась в первую неделю, а другая – во вторую. Школа эта располагалась в участковой мечети из двух комнат с сенями, которая отапливалась двумя печками. В одной комнате поперёк на пол ставили бревно. Место между стенами и этим бревном было засыпано соломой, на которую ученики расстилали свои войлочные ковры. На этом мягком месте они сидели во время уроков («дарс хьоьхуш») и спали по ночам. Постельные принадлежности и книги ученики приносили из дома.
Школа заменяла ученикам не только спальню, но и кухню, столовую и кладовую. Тут же складывалось топливо из дров, соломы и кизяка, собираемое муталимами по сельским дворам каждый четверг вечером. Топливо, еду и нефть для освещения ходили собирать по аулу младшие муталимы, называемые «цухарш» («цIуьхIарш). Двое просили у жителей еду, вторая пара – рассол («берам»), третья – молоко, четвёртая – дрова, кизяк и нефть.
Курс обучения в медресе Усмана-Хаджи, как и в других горских школах, зависел от желания самого ученика. Сколь долго он учился – столько знаний и получал. К примеру, Эламирза Эльдаров из Урус-Мартана учился там девять лет, с конца месяца Шаабан 1306 по конец 1315 года по хиджре (апрель 1889 – начало 1898 гг.). Согласно его рукописной книге: он поступил в медресе с 15-летнего возраста. Первые два года Эламирза проживал в доме ученика Усмана-Хаджи в Верхнем-Науре, так как у шейха училось много муталимов и распределить их всех в Нижнем-Науре не было места. Больше года ученики обучали книгу «КъаваIидулиIраби» («Грамматические правила») по арабскому правописанию. В это время Эламирзу перевели среди муталимов из должности просителя еды, в должность раздатчика хлеба. Но он очень мечтал переселиться в мечеть Усмана-Хаджи и произнести там азан. Его мечта осуществилась в начале месяца Шавваль 1308 года хиджры (май 1891 г.).
Далее Эламирза в своей рукописи вспоминает, что с месяца Рамадан 1307 года (апрель-май 1890 г.) муталимы Усмана-Хаджи начали изучение Накшбандийского тариката. Шейх по порядку стал им преподавать религиозные уроки по книгам «ИзхIар», «Алкафият», «Шархьи мулла»аДжами, «Сарф», «Нахьву», «ФасахьатбалагIат» и т. д. После изучения этих уроков, Эламирза научился слагать религиозные стихи («назмаш») и писать арабский текст рифмованной прозой. В 1309 году (1891/92 г.) Эльдаров уже сам стал преподавать начинающим муталимам. К примеру, он обучал толкованию Корана по «ТафсирулДжалалайни» брата известного Идриса-Хаджи Дазарова из Мескер-Эвла – Исхака. В этом году по Чечне распространилась эпидемия, унёсшая много жизней.
В 1311 году (1893/94 г.) муталимы Усмана-Хаджи перешли на обучение книг «МинхIадж» из серии «Маьхьалли». В 1312 году (1894 г.), когда шейх из Нижнего-Наура обучал муталимов исламскому законоведению («фикху»), умер от болезни один из самых способных его муталимов, 16-летний Султан-Мирза, достигший чтения «Шархьуль-Кафият». В этом же году скончался также известный алим Абдул-Муталип (Апти), сын шейха Башира из Аксая. Спустя примерно месяц после смерти шейха Апти Баширова, Эламирза тоже сильно заболел и был близок к смерти. Но молодой и крепкий организм муталима победил недуг и вскоре он поднялся на ноги.
В 1314 году, когда Эламирза обучал урок «Фараиз-Баб» из книги «МинхIадж», шейх Усман-Хаджи скончался. После смерти учителя, многие ученики разъехались из его школы. Только десятая часть муталимов осталась. Эламирза уехал домой в конце 1315 года (начало 1898 г.). Ранней весной 1316 года Эльдаров продолжил учёбу в медресе Сугаипа-муллы из Шали, где обучал религиозные книги «Бабуль-Фараизи», «Байтама» и «Къасидат» имама Бувайсара.

## Преемственность в суфизме
Считается, что Усман-Хаджи передал преемственность суфийского учения пятерым шейхам. По одной версии это Ибрагим-Хаджи Мустапаев из Гойты, Исак-мулла Чапанов из Верхних-Ачалуков, Хаки-мулла Джанхоев из Урус-Мартана, Эламирза Эльдаров из Урус-Мартана и Хамзат (Хьамст-молла) Маматов из Цоци-Юрта.
Мухади Ахметханов ещё называл преемником Усмана-Хаджи его младшего брата Кану Хантиева. Из бывших учеников Усмана-Хаджи шейхами стали также Элбуздук-мулла Темуркаев из Ломаз-Юрта, Хабир-мулла Юсупов из Мундар-Юрта (был муллой в Старых Атагах, там и похоронен) и Абдулвахаб-Хаджи Куркаев из Шиды-Юрта.

## Последние дни шейха
В один из холодных ноябрьских дней 1896 года шейх Усман-Хаджи сильно простудился. С детства не отличавшийся телесным здоровьем, 27 ноября он сильно захворал и слёг в постель. Зная, что настигшая его болезнь заберёт и жизнь, Упа-Хаджи завещал, чтобы его похоронили как простого человека и не делали над могилой никаких строений, и даже крышу.
Люди толпами шли в Нижний-Наур (ныне Надтеречное), чтобы справиться о здоровье праведника. Однажды, узнав о его тяжёлом состоянии, пришедшие навестить больного Усмана-Хаджи люди стали плакать ещё на улице. Услышав этот плач, шейх попросил передать им, чтобы они не оплакивали судьбу, предначертанную Аллахом. Когда растерянные люди задали ему вопрос, как им быть без него, Усман-Хаджи ответил: «Я оставляю вам свой Коран и Хуси-муллу для его чтения. Ещё можете советоваться в делах религии с братом Каной».
Подробности о смерти Усмана-Хаджи описаны в воспоминаниях Эламирзы Эльдарова из Урус-Мартана на арабском языке, о которых мы упоминали в начале своего повествования. 
Текст этой рукописи – тептара даёт нам бесценные сведения от очевидца событий, связанных с уходом из жизни одного из почтенных вайнахских муджтахидов . 
Знакомимся с переводом источника:
«БисмиллахIиррохьманиррохьийм! (Во имя Аллаха, Милостивого и Милосердного!)
Это разъяснение заката  известного светоча и полнолуния, нашего устаза, опоры учёных, знающих Всевышнего Аллаха, защитника людей, направляющего на праведный путь, устаза великих учёных, одного из выдающихся, правдивых людей, нашего господина, светоча из Невре - Усмана. Да освятит Аллах его могилу и будет доволен им его Всемилостивый Господь! Да не перестанут облака милости проливать дождь на его почтенную могилу и светила его бараката, и полные луны его награды освещают головы верующих! И свет его знаний, и следы его деяний ради ищущих, всем известны.
И появилась его болезнь, от которой он умер, и он ответил на призыв своего Господа. В предвечернее время в месяц Джумада аль-уля двадцать восьмого числа 1314 года … болезнь его усилилась. Поздней ночью, когда стенания усилились, он послал за своими учениками, чтобы позвать их к себе. И они явились без промедления. Он приказал им, чтобы они прочитали стихи, восхваляющие религию, чтобы они исполнили их, понизив голоса и в конце каждого байта  вместе с салаватом Пророку  (салоллохуалайхивасаллам), читали слова поэта Бувайсара  (да смилостивится над ним Аллах!): «Мовла яса ливаса, линдаиманабада»  и так далее. И они исполнили то, что он им приказал, начиная от последнего, до ближнего. Потом он приказал им спеть «Муна-джат» имама Шафии (да будет доволен им Аллах!) также стихами. Они начинаются так: «Я ман яра мафид-дзамири вас-самииантальмуадду ли куллимаятаваккау» («О тот, кто видит то, что в уме, и слушающий – Ты готов ко всему, что происходит»). После исполнения трёх четверостиший, запевающий, то есть тот, кто начинает первым, сказал: «Я не в силах закончить», - и он (авт. – Усман-Хаджи), да освятит Всевышний его могилу, докончил [«Муна-джат], хотя стенания усиливались, и брал его кашель.
Потом он простился с каждым из присутствующих за руку, сказав им: «Я вас прощаю – и вы простите меня». Затем он приказал своей семье накормить их, прежде чем они уйдут. И те их угостили. После этого они ушли плача, опечаленными, как будто их оповестили, что он уйдёт и закончится его обильное сострадание над ними.

И он, да освятит Всевышний его могилу, послал своего ученика из учёных селения в соборную мечеть, где люди собрались на пятничную молитву, чтоб он приветствовал их и завещал им, чтобы они следовали шариату и боялись Аллаха всегда, и простил их … И они взаимно приветствовали и простили его, и попросили у Аллаха  для него выздоровления. Они сильно плакали.
Когда он был при смерти – постоянно поминал Аллаха и читал Писание Аллаха, и много делал дуа, и умолял Аллаха, и в этих мольбах он беспрестанно просил Бога о прощении, как тогда, когда он был здоров. Особенно он довольствовался своей болезнью. Из того, что он читал, аят: «Не взывай наряду с Аллахом к другим богам. Нет божества, кроме Него! Всякая вещь погибнет, кроме Его Лика. Только Он принимает решения, и к Нему вы будете возвращены!». Он его часто повторял. И из того, о чём он просил Аллаха: «О Господь! Исправь нас и поправь в религии. И сохрани нашу веру, когда мы её теряем». 
Во время своей болезни, как и тогда, когда был здоров, он завещал следовать шариату. И он сказал: «Поистине, я вам оставил шариат, следуйте ему и действуйте согласно ему и советуйтесь друг с другом в том, что происходит между вами».
И продолжалась его болезнь, и она усиливалась с каждым днём, до тринадцатого дня от её появления – до четверга 5 раджаба 1314 года, и он умер от неё в полдень. Его приготовили к похоронам в пятницу и понесли в соборную мечеть, и над ним помолились все, кто собрался на пятничную молитву. Там собрались многие из знатных мусульман, шли к нему со всех селений и городов толпами, пока не осталось в городах ни одного учёного, праведного, кто бы ни пришёл к нему в тот день. От множества людей в широкой мечети было тесно… После – все направились на кладбище. И все собравшиеся шли впереди его погребальных носилок и теснились вокруг них. Его похоронили во время послеобеденного намаза («аср»), как он повелел, рядом с верующими, на сельском кладбище.
И поистине, он повелел, во время своей предсмертной болезни, и завещал им словами: «Похороните меня на кладбище рядом с простыми людьми, так же, как хоронят простых людей; поистине я – простой человек». Эти люди громко плакали до вечера. Они там оставались продолжительное время, громко плача от своего стеснения и волнения, а в селе – наоборот, было затишье. Не было слышно ни пения петухов, ни лая собак и не видно было птиц на башнях (крышах), и это было признаком любви к нему.
И был его достопочтенный возраст в день смерти 61 год, из того, что мы от него слышали и из его жизни. И был день его смерти снежным и дождливым, а пятница – день его похорон, солнечным и тёплым. И это было время начала года, и собралось над ним в те два дня огромное количество народа из известных учёных и чтецов Корана, праведников, авлия и других. И не было никого, кто бы громко не плакал от постигшего их в религии несчастья».
— источник - Из рукописи его ученика Эламирзы
.
По преданиям, дошедшим до нас через воспоминания Абу Дакалова, тезет по поводу смерти Усмана-Хаджи посетило бесчисленное множество людей из разных уголков края.
Дени Арсанов велел тогда своей жене Зайбулле быстро собраться в путь. В это время Арсановы проживали в селении Мекен-Юрт, что в нескольких верстах к востоку от Нижнего-Наура. На её вопрос: «Что случилось?», - он ответил:
- Хаджи из Невре скончался.
- Кто-то пришёл сообщить об этом? – спросила удивлённая Зайбулла.
- Нет, предчувствую!
Дени-Шейх разбудил своего брата Эдалсолту Арсанова. Тот поблагодарил Дени за избавление от плохого сна.
- Я видел кошмарный сон, в котором одна сторона неба падала, - сказал Эдалсолта брату.
- Действительно, одна сторона неба «упала». Служивший её «подпорой» Усман-Хаджи из Лаха-Невре скончался, - сообщил ему Дени-Шейх неприятную новость. 
Затем Арсанов добавил:
- Сегодня ингуши превзошли. Исак-мулла из Верхних-Ачалуков занял место Усмана-Хаджи.
В первую ночь, наступившую после смерти Усмана-Хаджи, в Шаами-Юрте у шейха Ахматуко-Хаджи Батукаева ночевали гости. Совершив утреннюю молитву, он разбудил их.
- Скорее, вставайте на молитву. Нам надо идти на похороны. Хаджи из Невре скончался, - сообщил Ахматуко своим гостям.
- Разве кто-то приезжал с такой печальной вестью? – спросили его приятели.
- Нет, не приезжал. Но я видел во сне, как его душа поднималась на небеса. И толкование этого сна убеждает меня, что Усман-Хаджи ушёл из жизни.
Когда Ахматуко-Хаджи и его друзья уже собрались в путь, к ним подоспел гонец, посланный пригласить праведника из Шаами-Юрта на похороны великого шейха.
Люди, приехавшие со всего края на похороны Усмана-Хаджи, наводнили Нижний-Наур (ныне Надтеречное). На протяжении нескольких кварталов улицы от дома почтенного шейха  были заполнены лошадьми приезжих. Они были привязаны друг к другу и стояли, не шевелясь, с опущенными головами, словно чувствуя тяжесть постигшего людей горя.
Согласно завещанию самого Упа-Хаджи, его  искупали и завернули в саван Хусайн-мулла из Нижнего-Наура и Джантемир-Хаджи из Мундар-Юрта (из тайпа арганой). Носилки с телом шейха вынесли на улицу. Хотя на трауре присутствовали Докку-Шейх (Iабдул-Iазиз) Шаптукаев, Дени-Шейх Арсанов, Абдул-Вахаб-Хаджи Куркаев и другие известнейшие в Дагестане, Чечне и Ингушетии авлия, а также все ученики Усмана-Хаджи, никто из них не решался возглавить похоронную процессию, как бы ожидая чудесное воскрешение праведника. Таким образом, наступило послеобеденное время. Во дворе шейха негде было ступить – так много было людей. Тем не менее, ни один из них не хотел первым прикоснуться к носилкам Упа-Хаджи.
И вдруг, кто-то положил руку между лопаток, и слегка подтолкнул Докку-Шейха. Последний услышал чей-то голос сзади: «Абдул-Азиз, что ты стоишь? Неужели не видишь народ, томящийся в ожидании? Возьми носилки».
Только тогда Докку опомнился и подошёл к носилкам. Стоявшие рядом кинулись помогать. Подняв носилки с телом покойного шейха на плечи, похоронная процессия направилась в соборную мечеть. Совершив там пятничный намаз, а также молитву над усопшим, Упа-Хаджи отнесли на кладбище. Во время захоронения шейха Докку Шаптукаев собирался сесть в углу могилы и прочитать суру Корана «Ясин», но рядом не оказалось стула, а на земле была лужа. Тогда Умар-Хаджи из Али-Юрта – ученик Усмана-Хаджи, быстро снял с себя тулуп, подшитый изнутри лисьими мехами, свернул его и бросил прямо в лужу, предложив Докке сесть на него. Шейх сел и стал читать заупокойную молитву. Когда завершив её он встал, Умар-Хаджи поднял с земли свой тулуп и удивлённо прощупал его. Несмотря на то, что тулуп довольно долго пролежал в луже, он оказался абсолютно сухим.
Место захоронения Усмана-Хаджи находится на центральном кладбище села Нижний-Наур (ныне Надтеречное), расположенном в северо-западной части этого села. Тут до сих пор стоит зиярат, связанный с именем этого почтенного праведника, к которому даже по истечении более века не зарастает тропа, проложенная почитателями.